# Schème d’action spécifique
Pour les articles homonymes, voir FAP.

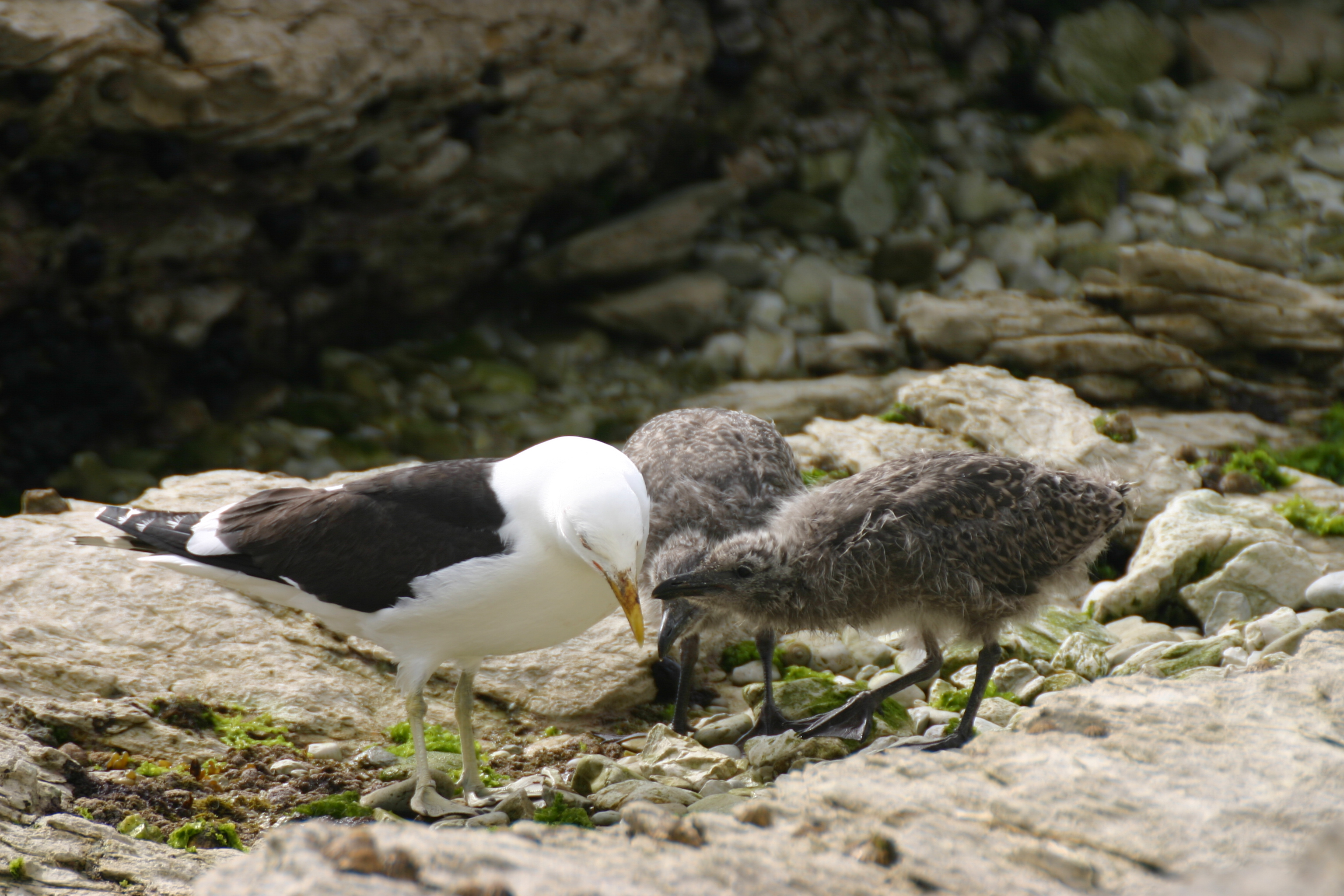
Poussins Goéland dominicain frappant la tache rouge du bec de sa mère pour provoquer le réflexe de régurgitation.

En éthologie, un schème d'action spécifique (SAS) (Fixed Action Pattern ou FAP en anglais), ou schème modal d'action, est une séquence comportementale instinctive indivisible qui se produit jusqu'à son achèvement.
Les schèmes d'action spécifique sont invariants et sont gérés par un réseau de neurones connu sous le nom de mécanisme de déclenchement inné en réponse à une stimulation sensorielle externe connue sous le nom de stimulus de signe ou déclencheur. Un schème d'action spécifique est l'un des quelques types de comportement dont l'on peut dire qu'ils sont câblés (hard-wired en anglais) et instinctifs.